# Rezső Nyers
Rezső Nyers (21. března 1923, Budapešť – 22. června 2018, Budapešť) byl maďarský politik. Byl posledním komunistickým vůdcem Maďarska, když se stal 26. června 1989 předsedou Maďarské socialistické dělnické strany, jako představitel radikálně reformního křídla. Dovedl ji až k transformaci ve stranu sociálnědemokratického typu, jež 9. října 1989 přijala název Maďarská socialistická strana. Nyers byl jejím prvním předsedou, až do 27. května 1990.

## Život
Jeho otec byl starostou Kispestu. Nyers do roku 1944 pracoval jako tiskař. V roce 1940 vstoupil do sociálně demokratické strany (Magyarországi Szociáldemokrata Párt). V roce 1948 byla sociální demokracie donucena sloučit se s komunisty do Maďarské strany pracujících. V roce 1948 se stal poslancem, posléze byl jmenován vedoucím odboru ministerstva domácího obchodu. Ve vládě Andráse Hegedüse působil krátce jako ministr potravinářského průmyslu. Po maďarském povstání v roce 1956 hlasoval Nyers pro postavení Imre Nagye před soud (který ho pak odsoudil k smrti). V roce 1957, rok poté, co byla strana reorganizována v Maďarskou socialistickou dělnickou stranu, byl Nyers zvolen členem ústředního výboru a zůstal jím až do roku 1989. V letech 1960–1962 byl ministrem financí. V roce 1968 spolu s premiérem Jenő Fockem vypracoval balíček ekonomických reforem, tzv. Nový ekonomický mechanismus. Po neúspěchu reforem na desetiletí ztratil politický vliv.
V roce 1974 se stal ředitelem Ekonomického ústavu Maďarské akademie věd. Až Gorbačovova perestrojka ho vrátila do politické hry. V roce 1987 se stal znovu členem vlády, jako tzv. státní ministr. V létě 1988 generální tajemník Károly Grósz oznámil, že hodlá rezignovat na funkci předsedy vlády, aby se plně soustředil na organizaci strany. Na rozdíl od dřívější praxe nominoval do funkce čtyři kandidáty včetně Nyerse, aby je posoudily krajské stranické výbory, odbory a Vlastenecká lidová fronta (obdoba Národní fronty v Československu). Nakonec se Nyers vzdal premiérské kandidatury ve prospěch reformisty Miklóse Németha, který se ujal úřadu 24. listopadu 1988. Nyers s Némethem a dalšími reformátory, jako byl Imre Pozsgay či Gyula Horn, vytvořili silnou skupinu, která tlačila Maďarsko velmi efektivně k demontáži komunistického režimu ve prospěch demokracie a tržní ekonomiky. Maďarská komunistická strana v tomto ohledu neměla na konci 80. let ve východním bloku srovnání.
Dne 26. června 1989 byl Nyers zvolen prezidentem strany (což byla nově vytvořená funkce vedle tradičního generálního tajemníka) a navíc předsedal rovněž nově vytvořenému čtyřčlennému kolektivnímu předsednictvu, které nahradilo politbyro. Nyerse do těchto funkcí zvolilo asi 80 procent z 1256 delegátů stranického sjezdu. Tím se Nyers fakticky stal vůdcem Maďarska a jeho reformní snahy vygradovaly. V reakci na zhroucení celého východního bloku v té době svolal Nyers na říjen 1989 další stranický sjezd. Ten odhlasoval rozpuštění strany a opětovné založení pod názvem Maďarská socialistická strana. Strana plně opustila marxismus-leninismus a přijala sociálnědemokratický program. Nyers byl zvolen prvním předsedou. Konzervativci vedení Károly Groszem se odtrhli a založili vlastní stranu, která v demokratické soutěži ale nebyla konkurenceschopná, jak se brzy ukázalo. Naopak sociální demokracie pod Nyersovým vedením získala po parlamentních volbách v roce 1990 33 mandátů v parlamentu. To nicméně bylo vnímáno také jako porážka a Nyers krátce poté odstoupil z funkce předsedy. Jeho nástupcem se stal Gyula Horn. Nyers zůstal v parlamentu až do svého odchodu z politiky v roce 1998.